# Stillwater (pel·lícula)
Stillwater és una pel·lícula de drama criminal estatunidenca del 2021 dirigida per Tom McCarthy, basada en un guió que va coescriure amb Marcus Hinchey, Thomas Bidegain i Noé Debré. És la primera pel·lícula de DreamWorks Pictures distribuïda per Focus Features. És protagonitzada per Matt Damon com un treballador petrolier d'Oklahoma a l'atur que parteix amb una dona francesa (Camille Cottin) per demostrar la innocència de la seva filla condemnada (Abigail Breslin). S'ha doblat al català per a TV3.
La pel·lícula es va exhibir per primer cop al Festival de Canes el 8 de juliol de 2021 i es va estrenar als cinemes dels Estats Units el 30 de juliol de 2021. Va rebre crítiques generalment positives i va recaptar 19 milions de dòlars amb el seu pressupost de 20 milions de dòlars.